# Girkenroth

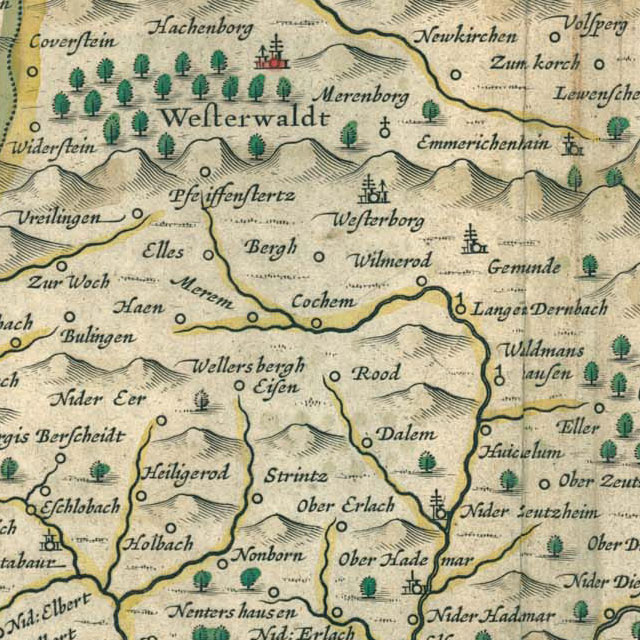
Girkenroth (Rood) in der Nassovia Comitatus, Kupferstich, gestochen von Salomon Rogiers, verlegt bei Willem Blaeu, vermutlich 1641

Girkenroth ist eine Ortsgemeinde im Westerwaldkreis in Rheinland-Pfalz. Sie gehört der Verbandsgemeinde Westerburg an.

## Geographische Lage
Girkenroth liegt 7 km südlich von Westerburg am Fuß des Waldgebietes Watzenhahn.

### Kulturdenkmäler
Siehe Liste der Kulturdenkmäler in Girkenroth

## Geschichte
Girkenroth wurde im Jahr 1399 als Gerkerode erstmals urkundlich erwähnt. Die Wortendung -rode, -roth bezieht sich hierbei auf die mittelalterlichen Waldrodungen zur Gewinnung von Acker- und Weideland, in dieser Namensform wohl in der frankischen Rodungsperiode des 9. und 10. Jahrhunderts.
Kirchlich war der Ort lange Zeit zwischen den Kirchspielen Salz und Willmenrod geteilt.
1270 wird eine Siedlung Watzenhahn erwähnt, der 1597 wohl bereits wüst war. 1684 wird der kurz zuvor an ihrer Stelle angelegte Hof Fritzenhahn genannt. Dieser wurde 1726 aufgegeben und wohl niedergerissen, nachdem er im Jahr zuvor als Unterschlupf von Zigeunern und Dieben bezeichnet wurde. Der Ort lag rund einen Kilometer nordöstlich von Girkenroth, an der Gemarkungsgrenze zu Berzhahn und Willmenrod.
Wohl östlich von Girkenroth lag der Ort Ettingen, der 1344 erstmals erwähnt wurde und spätestens 1525 wüst war.
Bevölkerungsentwicklung
Die Entwicklung der Einwohnerzahl von Girkenroth, die Werte von 1871 bis 1987 beruhen auf Volkszählungen:
| Jahr | Einwohner |
| 1815 | 202       |
| 1835 | 306       |
| 1871 | 364       |
| 1905 | 331       |
| 1939 | 391       |

| Jahr | Einwohner |
| 1950 | 413       |
| 1961 | 432       |
| 1970 | 541       |
| 1987 | 572       |
| 2005 | 611       |

## Politik

### Gemeinderat
Der Gemeinderat in Girkenroth besteht aus zwölf Ratsmitgliedern, die bei der Kommunalwahl am 9. Juni 2024 in einer Mehrheitswahl gewählt wurden, und dem ehrenamtlichen Ortsbürgermeister als Vorsitzendem.

### Bürgermeister
Marc-André Justi wurde am 18. Juli 2024 Ortsbürgermeister von Girkenroth. Bei der Direktwahl am 9. Juni 2024 war er als einziger Bewerber mit einem Stimmenanteil von 73,9 % für fünf Jahre ins Amt gewählt worden.
Justi’s Vorgängerin Claudia Schmidt hatte das Amt von 2014 bis 2024 ausgeübt. Zuvor war Udo Sturm von 1988 bis 2014 Ortsbürgermeister der Gemeinde.

### Wappen
| Wappen von Girkenroth | Blasonierung: „Gespalten von Gold und Silber durch eine eingebogene grüne Spitze, darin eine goldene Ähre; links drei blaue Schrägbalken, rechts drei schwarze Basaltsäulen.“ |
| Wappen von Girkenroth | Wappenbegründung: Die drei blauen Balken auf goldenem Grund zeigen das Wappen der niederadligen Familie von Ottenstein, die innerhalb der heutigen Gemarkung Girkenroth ihren bereits im 14. Jahrhundert wüst gewordenen Stammsitz hatten. Ein Flurname deutet noch heute auf diesen Sitz. Im Ort selbst hatten die von Ottenstein im späten Mittelalter und in der frühen Neuzeit Besitz. Die Grundfarbe Grün weist auf die das Dorf umsäumenden Waldgebiete und die hier bis in unsere Tage bedeutsame Weidewirtschaft (Gemeindeviehherde noch bis in die 1960er Jahre) hin. Die Landwirtschaft als bis ins 20. Jahrhundert bedeutendste Ernährungsgrundlage wird auch durch die goldene Ähre symbolisiert. Die drei Basaltsäulen auf silbernem Grund sollen Sinnbild für das Basaltmassiv Watzenhahn sein, an dessen Fuß das Dorf Girkenroth liegt. In unserem Jahrhundert wurde der Abbau im heimischen Steinbruch zur wichtigen Einnahmequelle für die Einwohner. |

## Wirtschaft und Infrastruktur

### Verkehr
- Südlich der Gemeinde verläuft die Bundesstraße 8, die von Emmerich nach Passau führt.
- Die nächste Autobahnanschlussstelle ist Diez an der A 3.
- Die nächstgelegene Anschlussmöglichkeit an den SPNV besteht am Bahnhof Westerburg sowie am Haltepunkt Willmenrod an der RB90, Westerwald-Sieg-Bahn (Limburg (Lahn) – Diez Ost – Westerburg – Hachenburg – Altenkirchen – Au(Sieg) – Betzdorf(Sieg) – Siegen)
- Die nächstgelegene Anschlussmöglichkeit an den Eisenbahnfernverkehr ist Bahnhof Montabaur an der Schnellfahrstrecke Köln–Rhein/Main.